# Thelotrema santessonii
Thelotrema santessonii är en lavart som beskrevs av Hale. Thelotrema santessonii ingår i släktet Thelotrema och familjen Graphidaceae.   Inga underarter finns listade i Catalogue of Life.